# Quần thể di tích – danh thắng Tràng Kênh
Quần thể di tích và danh thắng Tràng Kênh thuộc phường Minh Đức, thành phố Thủy Nguyên, cách trung tâm thành phố Hải Phòng 20 km về phía Đông Bắc; là vùng đất có bề dày lịch sử văn hóa, một danh thắng được tạo bởi hệ thống núi đá vôi, hang động, và sông ngòi; được nhà nước xếp hạng di tích lịch sử văn hóa và danh lam thắng cảnh cấp quốc gia năm 1962.

## Di chỉ khảo cổ học

Cọc gỗ trong trận thủy chiến trên cửa sông Bạch Đằng năm 938 còn lưu giữ tại Bảo tàng của khu di tích Tràng Kênh

Di chỉ Tràng Kênh có diện tích hàng vạn m², gồm hai khu vực: Khu A là thung lũng của ba ngọn núi đá vôi Hoàng Tôn, Ao Non, Áng Rong. Khu B nằm ở phía Đông Bắc chân núi Ao Non, bao gồm cả khu dân cư thôn Tràng Kênh, một đường giao thông nằm dọc trên di chỉ.
Qua các cuộc khai quật, các nhà khảo cổ phát hiện một số lượng lớn hiện vật thuộc nhiều loại hình, chất liệu khác nhau, điển hình là đồ gốm, đồ đá và đồ đồng.
Đồ gốm khai quật được ở nơi đây mang đậm nét bản sắc con người Tràng Kênh thời tiền sử. Đặc trưng nhất là gốm xốp: xương gốm pha nhiều cát và vỏ nhuyễn thể, màu xám trắng, hồng, nhiệt độ nung thấp; hoa văn trang trí trên gốm rất phong phú, kiểu văn vạch đậm, văn đai đắp nổi là nét riêng của gốm Tràng Kênh; về loại hình, ngoài kiểu miệng loe phổ biến còn có loại miệng khum, miệng thành dầy, đặc biệt là gốm miệng có mái  (loại gốm độc đáo chỉ tìm thấy ở Tràng Kênh và Bãi Tự của Hà Bắc).
Bên cạnh đó, Tràng Kênh là một công xưởng chế tác đồ trang sức bằng đá có quy mô lớn nhất với trình độ kĩ thuật đạt đến đỉnh cao của văn minh thời tiền sử vùng Đông Bắc Việt Nam nói riêng và Việt Nam nói chung, có niên đại cách ngày nay gần 4.000 năm, thuộc sơ kỳ thời đại kim khí. Các nhà khảo cổ học đã tìm thấy nhiều công cụ sản xuất như rìu tứ giác, đục không vai kích thước nhỏ, mũi khoan, mảnh lưỡi cưa, bàn mài..., các sản phẩm trang sức như vòng tay, vòng tai, nhẫn, hạt chuỗi... Có thời kỳ, đồ trang sức của Tràng Kênh vượt biển tới các nước Đông Bắc Á và Đông Nam Á.
Ngoài ra, đồ đồng cũng được phát hiện ở Tràng Kênh nhưng không nhiều. Loại hình chủ yếu gồm có: rìu góc vuông, rìu cân, đục vũm, giáo, dao găm. Những di vật này thuộc nền văn hoá Đông Sơn, Phùng Nguyên.

## Di tích lịch sử
Là vùng đất có vị trí chiến lược quan trọng trong công cuộc giữ gìn bờ cõi, như sách Đại Nam nhất thống chí đánh giá "Nước ta chống người phương Bắc chỗ này là chỗ cổ họng", nơi mà Nguyễn Trại mô tả "Nơi quan ải do trời đặt ra thế hiểm yếu khiến hai người có thể chống được cả trăm người; là nơi lập công danh của các bậc hào kiệt", vì thế mà Tràng Kênh lưu giữ nhiều dấu ấn trong lịch sử đấu tranh chống giặc ngoại xâm của Việt Nam.
Năm 938, Ngô Quyền đánh bại quân Nam Hán trên cửa sông Bạch Đằng, kết thúc nghìn năm đô hộ của phương Bắc. Cũng trên con sông này, năm 981, Lê Hoàn đánh bại quân Tống. Hơn 300 năm sau, năm 1288, trong trận thủy chiến trên sông Bạch Đằng chống quân Nguyên - Mông, núi Ù Bò là nơi Quốc công tiết chế Trần Hưng Đạo lập bản doanh, đứng chỉ huy quân đội đánh giặc; cửa Bạch Đằng, nơi hợp lưu của ba con sông với dấu tích về các trận địa bãi cọc; ngay dưới chân núi Hoàng Tôn, có đền thờ Trần Quốc Bảo, tôn thất nhà Trần, người có công trong trận chiến Bạch Đằng, khi mất được nhân dân địa phương lập đền thờ. Trong chiến tranh chống Pháp, Tràng Kênh là một trong những căn cứ cách mạng của quân và dân Hải Phòng.

## Danh thắng
Tràng Kênh được tạo bởi hệ thống núi đá vôi với nhiều hang động kỳ thú và sông ngòi. Hang Vua Hùng (nơi thờ vua Hùng thứ Mười Tám, người đã lập di cung ở đây) cao 15 đến 18 m, rộng 5 đến 10 m, trần hang vút nhọn như gách chuông nhà thờ, nhiều ngách, có suỗi nước chảy róc rách quanh năm. Phong cảnh Tràng Kênh giống như vịnh Hạ Long, được ví như là "Hạ Long Cạn".
Cộng đồng dân cư địa phương từ xa xưa đã lưu truyền câu ca "Tràng Kênh có núi U Bò, có sông Quán Đá, có đò sang ngang".
Ngày 6/10/2017, Đại sứ Mỹ Ted Osius tới thăm quần thể di tích lịch sử danh thắng Tràng Kênh cùng Đô đốc Scott Harbison Swift - Tư lệnh Hạm đội Thái Bình Dương của Mỹ có phát biểu: "Tôi đến Bạch Đằng để tìm hiểu thêm về lịch sử Việt Nam và để tỏ lòng kính trọng đối với những vị vua lớn đại diện cho nhân dân Việt Nam, đã vượt qua khó khăn bằng tinh thần kiên cường, quyết tâm và những chiến thuật tài tình để giữ nền độc lập của đất nước".

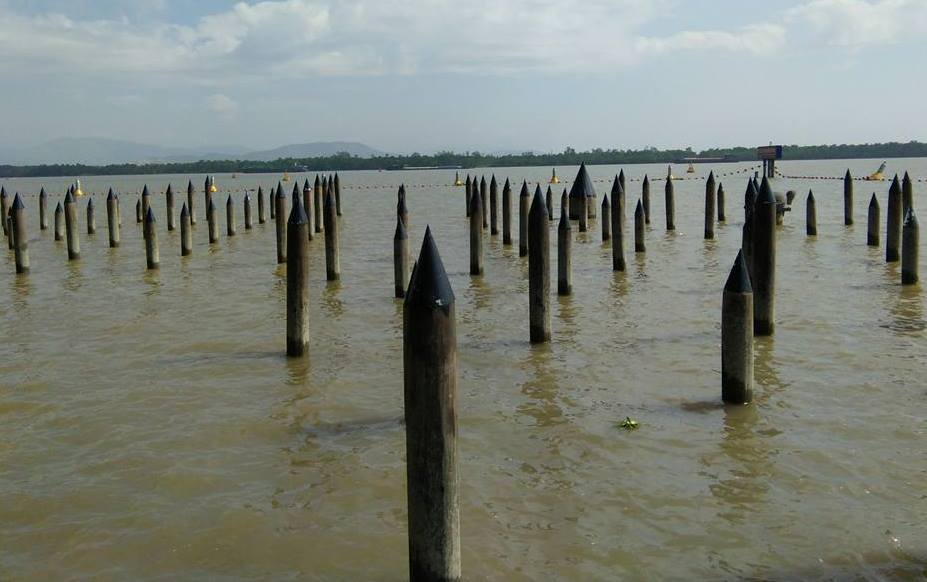
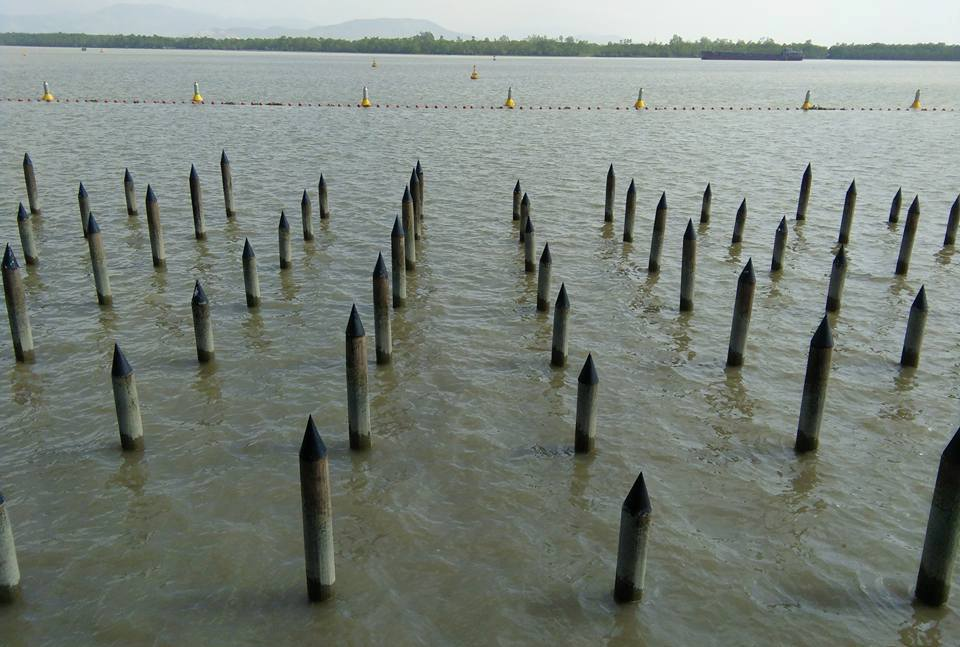
Tái hiện lại các bãi cọc ngầm trong trận thủy chiến cửa sông Bạch Đằng năm 938

## Khu di tích Bạch Đằng Giang
Khu di tích có diện tích khoảng 20 ha nằm tại ngã ba nơi sông Thải đổ ra sông Đá Bạc. Tại đây ban đầu chỉ có ngôi miếu cổ thờ các vong linh tử sĩ chiến đấu, hy sinh trên sông Bạch Đằng. Từ năm 2008 đến năm 2016, các công trình kiến trúc được xây dựng, bao gồm: Vườn cuội cổ và trụ Chiến thắng, đền Bạch Đằng Giang thờ Đức Ngô Quyền Vương, đền Tràng Kênh Vọng Đế thờ Đức Vua Lê Đại Hành, linh từ Tràng Kênh thờ Quốc Công Tiết chế Hưng Đạo Đại vương Trần Quốc Tuấn, Trúc Lâm tự Tràng Kênh, đền thờ Thánh Mẫu, đền thờ Chủ tịch Hồ Chí Minh, khu Nhà bảo tàng, quảng trường Chiến thắng.
Ngày 4 tháng 11 năm 2020, khu di tích Bạch Đằng Giang được xếp hạng di tích quốc gia theo Quyết định số 3229/QĐ-BVHTTDL của Bộ Văn hóa, Thể thao và Du lịch.